# Lázár (X-akták)
A Lázár az amerikai sci-fi sorozat tizenötödik epizódja.

## Cselekmény
Dana Scully segítséget nyújt egy társ FBI ügynöknek, Jack Willisnek erőszakos bankrablók, Warren Dupre és Lula Phillips üldözésében. Egy névtelen tippet követve, a két ügynök egy rablási kisérlet során sarokba szorítja Dupret. Dupre egy vadászpuskával Willisre lő, de közben Scully lelövi őt. Dupre meghal, de Willis újjáéled, azonban látható, hogy Dupre holtteste reagál, a Willisen használt defibrilátor lökéseire.
Willis néhány nappal később felébred, de most baljósabb személyisége van. Megtalálja Dupre holttestét, levágja az ujjait, hogy visszaszerezze jegygyűrűjét mielőtt elmenekül a kórházból. Scully elmagyarázza Fox Muldernek, hogy Willis a Dupre – Phillips ügy megszállottja lett az elmúlt évben. Bevallja, hogy randizott Willissel, amíg oktatója volt az FBI Akadémián.
Felfedezik, hogy Dupre ujjainak levágásához bal kézzel használták az ollót, annak ellenére hogy Willis jobbkezes. Mulder pedig azt hiszi, hogy Willis testébe Dupre tudata költözött. Az ügynökök meglátogatják a Marylandi Egyetem orvos professzorát, aki feltételezi hogy halálközeli-élmények során, olyan energiafelszabadulás léphet fel, amely gyökeresen megváltoztathatja valaki személyiségét. Rámutat arra, hogy akiknek van ilyen tapasztalatuk, azok gyakran képtelenek órát viselni, mivel a testükön átfolyó energiaszint miatt az óra nem fog működni.
Willis, aki felfedezi a karján megjelenő Dupre tetoválását, szembeszáll Lula bátyjával Tommyval és megöli, abban a hitben, hogy ő feladta őt az FBI-nak, ezzel halálát okozva. Mikor a következő nap Mulder és Scully vizsgálódnak, Willis megérkezik. Átmegy a teszteken, amelyeket Scully ad neki, de mikor Mulder arra kéri, hogy írjon alá egy hamis születésnapi üdvözlőkártyát Scullynak – akinek még két hónap van születésnapjáig és egy napon van sajátjával – aláírja azt. Scully szkeptikus azo állításaival szemben, hogy Dupre az Willis testében és azt hiszi, hogy stressz alatt van halálközeli-élménye miatt.
Mikor egy gazda azzal hívja az FBI-t, hogy tippje van Phillips hollétéről, Scully és Willis behatol, hogy elfogják. Azonban mikor Scully sarokba szorítja Phillipset, Willis fegyvert fog Scullyra és kényszeríti, hogy bilincselje meg magát. Scullyt Phillips házába viszik, ahol megverik és egy radiátorhoz bilincselik. Willis sikeresen elhiteti Phillips-szel, hogy ő most Dupre. Willis Muldert hívja és elmondja neki, hogy ő és Phillips túszként tartják Scullyt, csalódottan és dühösen hagyva ezzel Muldert.
Miután látja, hogy Willis/Dupre nagy mennyiségű szóda-t fogyaszt, Scully feltárja, hogy Willis cukorbeteg és inzulinra lesz szüksége a túléléshez. Phillip és Willis/Dupre kirabol egy gyógyszertárat a szükséges inzulin megszerzésének érdekében. Azonban Phillips visszautasítja Willis/Dupre kezelését, elmondja hogy ő volt az, aki elárulta őt, miután elmenekült az elhibázott bankrablás éjszakáján. Phillips felhívja Muldert egymillió dollárt követelve Scullyért. Egy közeli repülőgép hangját felismerve, Mulder és segítőtársa nyomon követheti tartózkodási helyüket. Egy álcázott rendőr házról-házra járva meglátja Phillipst.
Willis/Dupre halált szinlel és mikor Phillips hozzávágja jegygyűrűjét, megragadja saját fegyverét és lelövi a nőt. Másodpercekkel később meghal az inzulinhiány miatt. Mulder, aki most érkezett a helyszínre, kimenti Scullyt. Scully a hullaházban visszakéri Willis javait,  beleértve a karórát is, amit ő adott neki 35. születésnapjára. Az óra megállt 6 óra 47 perckor, Willis halálának időpontjában, a banki lövöldözés után.

## Érdekesség
Az epizód eredeti cselekményében Willis Mulder testébe költözött volna. Akkoriban azonban az volt a meggyőződés, hogy sem Scullynek sem Muldernek nem kellene közvetlenül megtapasztalnia az ilyen jelenségeket. A Fox csatorna és a stúdió, Mulder ilyen írányú felhasználásával érvelt az ötlet ellen. Kisebb vonakodásokkal a gyártók beleegyeztek a változtatásba. Íróként, Howard Gordon később felidézte: "Azt akartuk, hogy Mulder megtapasztalja a lélekváltást."